# Anja Lüthy
Anja Lüthy (* 11. März 1962 in Marburg) ist eine deutsche Professorin für Betriebswirtschaftslehre an der Technischen Hochschule Brandenburg und trainiert nebenberuflich Führungskräfte in deutschen Krankenhäusern und Universitätskliniken.

## Leben und Arbeit
Im Anschluss an ihr Abitur 1981 studierte Anja Lüthy bis 1986 Psychologie an der Universität Regensburg und schloss dort mit dem Diplom ab. 1989 wurde sie an der Technischen Universität Berlin als Stipendiatin der Stiftung Volkswagenwerk mit einer experimentellen Untersuchung zum Kurzzeitgedächtnis von Berufs- und Laienmusikern verschiedener Altersgruppen promoviert. Von 1989 bis 1991 arbeitete sie als internationale Projektkoordinatorin bei Parexel und wechselte 1991 als persönliche Referentin des Ärztlichen Direktors, Roland Hetzer, ins Deutsche Herzzentrum Berlin. Von 1993 bis 1998 lehrte sie an verschiedenen Berliner Fachhochschulen im Studiengang Pflegemanagement. 1995 beendete sie ein berufsbegleitendes Studium der Betriebswirtschaftslehre an der Fachhochschule für Wirtschaft und Recht Berlin als Diplom-Kauffrau/FH. Von 1998 bis 2001 lehrte sie als Professorin an der Fachhochschule Hildesheim-Holzminden im Modellstudiengang der AOK Niedersachsen. Seit 2001 ist sie Professorin für Betriebswirtschaftslehre der Technischen Hochschule Brandenburg. Ihre Schwerpunkte liegen auf den Gebieten Dienstleistungsmanagement und -marketing.
Anja Lüthy ist seit 1998 nebenberuflich als Trainerin, Coach und Vortragsrednerin im Gesundheitswesen tätig und gründete 2003 TCO – Training Coaching Outlet Berlin. Die Schwerpunkte ihrer Trainings liegen auf den Gebieten Führung von Mitarbeitern, Organisationsentwicklung und Qualitätsmanagement im Krankenhaus.
Sie ist verheiratet, hat zwei Söhne und lebt mit ihrer Familie in Berlin.

## Veröffentlichungen (Auswahl)
- Anja Lüthy und Jürgen Heuser (Hrsg.): Praxishandbuch Internet und Intranet@Krankenhaus. Baumann Verlag, Kulmbach 1998, ISBN 3-922091-47-4[4]
- Anja Lüthy (Hrsg.): Aktuelle Brennpunkte im Pflegemanagement. Mabuse-Verlag, Frankfurt am Main 1998, ISBN 3-929106-47-7[5]
- Anja Lüthy und Jessica Schmiemann: Mitarbeiterorientierung im Krankenhaus. Soft skills erfolgreich umsetzen Kohlhammer, Stuttgart 2004, ISBN 3-17-017862-8
- Anja Lüthy und Gesine Dannenmaier: KTQ für Praxen und MVZ. Schnell einsteigen und viel Qualität gewinnen! Deutsche Krankenhaus Verlagsgesellschaft, Düsseldorf 2006, ISBN 978-3-935762-92-2, ISBN 3-935762-92-5[6]
- Anja Lüthy und Uta Buchmann: Marketing als Strategie im Krankenhaus. Patienten- und Kundenorientierung erfolgreich umsetzen. Kohlhammer, Stuttgart 2009, ISBN 978-3-17-020404-1[7]
- Anja Lüthy und Christian Stoffers (Hrsg.): Social Media und Online-Kommunikation für das Krankenhaus. Konzepte, Methoden, Umsetzung. Medizinisch Wissenschaftliche Verlagsgesellschaft, Berlin 2014, ISBN 978-3-95466-009-4
- Anja Lüthy und Tanja Ehret: Krankenhäuser als attraktive Arbeitgeber. Mitarbeiterkultur erfolgreich entwickeln. Kohlhammer, Stuttgart 2014, ISBN 978-3-17-020485-0